# 安東由喜雄
安東 由喜雄（あんどう ゆきお、1953年7月9日 - ）は、大分県別府市出身の熊本大学大学院医学薬学研究部、元神経内科学教授。元医学部長・大学院生命科学研究部長
現在は杉村病院総長　杉村病院アミロイドーシス診療・研究サポートセンター長、長崎国際大学薬学部アミロイドーシス病態解析学研究所 特任教授、熊本大学名誉教授、熊本大学客員教授。

## 人物
- アミロイドーシス研究、診療の世界的第一人者。
- 医学部学生、大学院生、検査技師学生に対し、検査医学、神経疾患の講義を行っている。
- 薬学部学生、大学院生に対し、臨床医学の講義等を行い、アミロイドーシス病態解析学分野教室にて最先端のアミロイドに関する研究を進めている。
- 大学教授としての授業は、ウィットに富み学生からの定評がある。
- 招聘講演多数。講演依頼も受け付けている。
- 熊本大学医学部長を経て、2018年長崎国際大学の学長に就任した。そこでは医学部を持たない大学として、日本で初めてPCR検査センターを立ち上げ、またユニークな診療所（NIU利休庵診療所）を設立した。
- 医師としての資格を持つ学長として、コロナ禍での陣頭指揮を執り、九州でも唯一の大学職域接種を実施。
- 現在は、杉村病院　総長、アミロイドーシス研究サポートセンター長として勤務する傍らで長崎国際大学　特任教授として薬学部アミロイドーシス病態解析学研究所にて研究を続けている。
- 令和6年度熊本県近代文化功労者として表彰される。74回目となる本顕彰は、熊本県出身者または在住者で、教育や学術等で近代文化の発展に著しく貢献した人物が対象となり、過去に北里柴三郎、夏目漱石、小泉八雲、徳富蘇峰・蘆花兄弟らが顕彰されてきた。神経難病であるアミロイドーシス研究の世界的権威としての顕彰。歴代顕彰者のなかで圧倒的若さでの顕彰となる。

## 略歴
- 1983年（昭和58年）- 熊本大学医学部卒業
- 1986年（昭和61年）- 熊本大学医学部大学院（第一内科、第2生化学）。
- 1990年（平成2年）- 熊本大学 医学博士　「Role of variant prealbumin in the pathogenesis of familial amyloidotic polyneuropathy: Fate of normal and variant prealbumin in the circulation(家族性アミロイドポリニュ-ロパシ-における異型プレアルブミンの役割 -正常及び異型プレアルブミンの生体内代謝動態の解析)」
- 1992年（平成4年）- 熊本大学医学部第一内科、助手
- 1996年（平成8年）- スウェーデン、ウメオ大学内科学教室、客員教授
- 1998年（平成10年）- 熊本大学医学部附属病院、中央検査部、助手（神経生理検査室室長）、熊本大学医学部医療技術短大非常勤講師
- 1999年（平成11年）- 熊本大学医学部、臨床検査医学講座、講師（中央検査部、神経生理検査部門、遺伝子診断部門室長兼任）
- 2003年（平成15年）- 熊本大学大学院医学薬学研究部、病態情報解析学講師
- 2006年（平成18年）- 熊本大学大学院医学薬学研究部、病態情報解析学教授（旧臨床検査医学）。熊本大学医学部附属病院中央検査部長、輸血部長兼任
- 2007年（平成19年）- 先進医療担当副病院長、本荘地区RIセンター長兼任
- 2011年～2013年（平成23年－25年） 先進医療担当副病院長
- 2011年（平成23年）- 高度医療開発センターセンター長
- 2012年（平成24年）- 熊本大学大学院生命科学研究部　神経内科学分野教授
- 2013年（平成25年）- 熊本大学医学部医学科長兼任、臨床医学研究教育センター長兼任、副医学部長
- 2016年（平成28年）- 世界アミロイドーシス学会理事長
- 2017年（平成29年）- 熊本大学医学部長、熊本大学大学院生命科学研究部長、大学院医学教育部長
- 2019年（令和元年）-長崎国際大学　副学長、アミロイドーシス病態解析学分野教授、熊本大学名誉教授・客員教授、荒尾市民
- 病院スーパーアドバイザー
- 2020年（令和2年）-長崎国際大学　学長　、九州文化学園理事、NIU利休庵診療所　所長
- 2024年（令和6年）医療法人杉村会　杉村病院　総長、アミロイドーシス診療研究サポートセンター長、長崎国際大学薬学部　アミロイドーシス病態解析学研究所　特任教授、有明医療センタースーパーアドバイザー

## メディア出演
- 大学在学中に、RKK熊本放送のラジオでパーソナリティーをしていた。
- ２０１６-２０１７　熊本シティエフエムパーソナリティ
- ２０１９-２０２０　FM佐世保パーソナリティ
- ２０２０-２０２３　FM長崎（NBC長崎放送）パーソナリティー
- ２０２４-　　　　　RKK熊本（熊本放送）パーソナリティー（DR安東の脳と心のリハビリテーション）
- 他、多数の新聞等に掲載　（朝日新聞、西日本新聞、長崎新聞、毎日新聞、読売新聞、日経新聞など）

## 資格
- 臨床検査専門医
- 検査管理医
- 認定臨床化学士
- 内科学会認定医
- リハビリテーション医学臨床認定医
- 脳神経内科指導医
- 脳神経内科専門医

## 所属学会
世界
- 世界アミロイドーシス学会理事長
- アメリカ自律神経学会会員
- 世界臨床化学会
- アジア大洋州臨床化学会教育委員
- 血漿蛋白委員会委員

日本
- 厚生労働省アミロイドーシス研究班班長
- 日本臨床化学会理事長
- 日本臨床検査医学会評議委員
- 日本臨床検査医専門医会研修施設・指導者認定委員会委員
- 日本神経学会評議委員
- 日本末梢神経学会評議委員
- 日本自律神経学会評議委員
- 日本医用マススペクトロメトリー評議委員
- 日本輸血・細胞治療学会九州支部会評議委員
- 日本臨床化学会
- 日本内科学会
- 日本NO学会
- SFRR
- 日本リウマチ学会
- アメリカ自律神経学会
- 世界アミロイドーシス学会
- 日本医用マススペクトロメトリー
- 日本輸血・細胞治療学会など

九州・熊本県
- 九州精度管理委員会理事
- 熊本県精度管理委員会会長
- 熊本県医師会精度管理委員長

編集委員
- BMJ Surrounding Editor
- Amyloid Editorial Associate Editor
- 自動化学会論文査読委員
- 臨床化学編集副委員長

## 著書
連載
- メディアカルQOL（メディカルクオール）「開業医のための遺伝性疾患について」
- 臨床検査（医学書院）「映画と疾患」

### 単行本
- 熊本日日新聞連載　私を語る「見果てぬ夢」（熊本日日新聞）
- 21世紀の疾患：神経関連アミロイドーシス　（医学と看護社）
- 映画に描かれた疾患とペーソス　（医歯薬出版株式会社）
- アミロイドーシスのすべて（医歯薬出版）
- 恋と映画と遺伝子と　（大道学館出版部）
- 映画に描かれた疾患と喪失感　（マネードケア・ジャパン）
- 映画に描かれた疾患と募る想い　（医歯薬出版株式会社）
- 映画と恋と遺伝子と（株式会社メディカルクオール）
- 自律神経障害と疾患ー基礎と臨床からのアプローチ（診療新社）
- 臨床遺伝学のすすめ　（株式会社メディカルクオール）

## 受賞歴
- 1993年（平成5年）- 熊本大学医学部第一内科同門会賞受賞
- 1995年（平成7年）- アメリカ自律神経学会賞受賞
- 1998年（平成10年）- 熊本大学神経内科同門会賞、熊本医学会賞受賞
- 1999年（平成11年）- スウェーデンHonorary PhD賞受賞、日本臨床検査医会賞受賞
- 2006年（平成18年）- 日本神経治療学会賞
- 2008年（平成20年）- 頑張りました賞
- 2010年（平成22年）- Longest travel award （世界アミロイドーシスシンポジウム）
- 平成23年度　熊本大学特別表彰（研究活動表彰）
- 平成24年度　熊本大学特別表彰（研究活動表彰）
- 平成25年度　熊本大学特別表彰（研究活動表彰）
- 平成26年度　熊本大学特別表彰（医療活動表彰）
- 2014年（平成26年）　公益信託臨床検査医学研究振興基金　小酒井望賞
- 2017年（平成29年）　熊日賞
- 2019年（令和元年）　日本神経学会賞
- 2023年（令和5年）　第76回日本自律神経学会賞
- 2024年（令和6年）　令和6年度熊本県近代文化功労者